# Mola del Sastre
La Mola del Sastre és una mola hidràulica i antic molí fariner i bataner del terme municipal de Soriguera, a la comarca del Pallars Sobirà. És en el territori primigeni del terme de Soriguera.
Està situat a llevant de Soriguera i a ponent de Llagunes, pràcticament a mitjana distància dels dos pobles. És a la riba esquerra del Barranc de Coma-sarrera i a la dreta del Riu de Llagunes, just a llevant d'on es troben aquests dos cursos d'aigua.
Tot i que hi mena un antic camí rural, només s'hi pot accedir per un camí a peu. L'edifici està actualment en ruïnes. Antigament havia sigut un molí fariner i abans un molí bataner.
L'antic molí fariner i bataner fou transformat
 en central hidràulica al primer terç del segle XX per Ermenegildo Peña (Gildo), de casa Savalls de Vilamur, que havia treballat a la construcció de la central hidroelèctrica de Capdella, i va invertir part dels guanys que en tragué en la construcció d'aquesta central. El primer temps subministrava llum als pobles de Soriguera i Llagunes, i el mateix promotor en cobrava una quantitat fixa mensual a cada casa, segons les bombetes que hi tenia instal·lades.
En una segona fase es va construir una bassa de més capacitat, per tal d'aconseguir la generació de més potència. Així, es va poder estendre la llum produïda a Llavaners, Malmercat, Puiforniu, Tornafort i Vilamur.
El 1972 la llum, a través de la companyia FECSA arribà al terme de Soriguera. Aleshores, el net del promotor de la central, que era hereu del seu avi, volgué reformar la central de la Mola del Sastre, per tal de vendre l'energia produïda a la companyia elèctrica, però els crèdits demanats li foren denegats, així com el dret de l'aigua que, segons l'Ajuntament de Soriguera, era necessària per a les activitats agrícoles. En aquell moment la central cessà les seves activitats i fou abandonada.